# Herbert Heidenreich
Herbert Heidenreich (Euben, 1954. november 15. –) német labdarúgó, középpályás, csatár, edző.

## Pályafutása

### Játékosként
1975–76-ban az SpVgg Bayreuth, 1976–77-ben a Borussia Mönchengladbach labdarúgója volt. A Borussia együttesével egy nyugatnémet bajnoki címet szerzett. Tagja volt az 1976–77-es idényben BEK-döntős csapatnak. 1977–78-ban a Tennis Borussia Berlin, 1978 és 1984 között az 1. FC Nürnberg, 1984–85-ben az SpVgg Bayreuth játékosa volt. 1987–88-ban a VfB Coburg csapatában fejezte be az aktív játékot.

### Edzőként
1989 és 1991 között a Quelle Fürth, 1992–93-ban az SpVgg Erlangen, 1995 és 2010 között az FSV Bad Windsheim, 2010 és 2015 között a TV 21 Büchenbach, 2015 és 2018 között a TSV Kornburg, 2019 és 2023 között az SC 04 Schwabach szakmai munkáját irányította.

## Sikerei, díjai
Borussia Mönchengladbach
- Nyugatnémet bajnokság (Bundesliga)
  - bajnok: 1976–77
- Bajnokcsapatok Európa-kupája (BEK)
  - döntős: 1976–77

 1. FC Nürnberg
- Nyugatnémet kupa (DFP-Pokal)
  - döntős: 1982